# Tolypocladium inflatum
Tolypocládium inflátum (лат.) — вид грибов-аскомицетов, относящийся к роду толипокладий (Tolypocladium) семейства Ophiocordycipitaceae. Типовой вид рода. Ранее это название относилось только к анаморфной стадии гриба, а телеоморфа именовалась Elaphocórdyceps subséssilis.

## Описание
Колонии анаморфы медленно-растущие, на 10-е сутки 1,5—2,5 см в диаметре, шерстистые, белые, при обильном спороношении местами светло-кремовые. Реверс белые, с возрастом иногда желтоватый. Иногда присутствуют мелкие капельки экссудата.
Вегетативные гифы 0,8—2,8 мкм толщиной. Конидиеносцы гладкостенные, цилиндрические, до 50 мкм длиной и 1,4—2,5 мкм толщиной, неправильно ветвящиеся, с короткоцилиндрическими до эллипсоиальных веточками, несущими одиночные или в пучках по 2—5 фиалиды. Фиалиды 4,8—8,8 × 2,1—3,4 мкм, с эллипсоидальным до почти шаровидного основанием, резко переходящим в узкую цилиндрическую шейку около 4 мкм длиной. Конидии широкоэллипсоидальные до почти шаровидных, гладкостенные, 1,9—3,1 × 1,3—2,4 мкм, в маленьких слизистых головках на концах фиалид.
Телеоморфа встречается только на погружённых в древесину личинках пластинчатоусых жуков. Образует одиночные беловатые стромы неправильной формы, иногда с неправильной ножкой, нередко разветвлённые, 45—150 мм в высоту. Перитеции узкояйцевидные до конических, 800—1000 × 320—450 мкм, жёлто-коричневые. Аски цилиндрические, 430—600 × 3—4 мкм. Аскоспоры нитевидные, распадающиеся на усечённые клетки 3—6 × 0,5—1 мкм.

### Отличия от близких видов
Анаморфа определяется по форме фиалид с почти шаровидным вздутием в основании и по мелким почти шаровидным конидиям.

## Экология и значение
Часто обнаруживаемый в почвах умеренных регионов вид. Телеоморфа — энтомопатоген.
Продуцент мощного иммунодепрессанта циклоспорина.

## Таксономия
Tolypocladium inflatum W.Gams, Persoonia 6 (2): 185 (1971), nom. cons. prop.

### Синонимы
- Beauveria nivea (Rostr.) Arx, 1986
- Cordyceps facis Kobayasi & Shimizu, 1982
- Cordyceps subsessilis Petch, 1937, nom. rej. prop.
- Elaphocordyceps subsessilis (Petch) G.H.Sung et al., 2007
- Pachybasium niveum Rostr., 1916, nom. utique rej.
- Tolypocladium niveum (Rostr.) Bissett, 1983